# PCU
PCU (br: U.M.A. - Universidade Muito Animal) é um filme norte-americano de comédia de 1994. Trata-se de uma sátira política ambientada na fictícia universidade "Port Chester University (PCU)", onde determinado grupo de estudantes radicais passa a maior parte do tempo organizando passeatas e desviando os outros alunos das aulas. O filme é baseado nas experiências dos roteiristas Adam Leff e Zak Penn na Eclectic Society da Wesleyan University em Middletown, Connecticut.
Em 2011, PCU foi considerado pelo The Huffington Post como um dos 10 melhores filmes colegiais da história.
O filme foi exibido pela primeira vez na TV brasileira na Sessão da Tarde do dia 09 de setembro de 2001. A resenha que a Folha de S.Paulo fez sobre o filme dizia o seguinte: "Na sigla PCU, o U corresponde a universidade. O PC tanto pode designar Port Chester como politicamente correto. Pois nessa comédia todos os grupos de alunos estão febrilmente engajados em alguma causa. Mas nisso vai se inserir a anarquia. Comédia que tem como premissa a crítica de costumes".

## Sinopse
| “ | Os estudantes da Port Chester University (PCU) estão divididos em grupos de protestantes politicamente corretos (vegetarianos, ativistas negros, homossexuais, feministas...), de forma que os alunos mal têm tempo de se divertir. Droz e seu grupo são os únicos desencanados do campus: vivem num buraco chamado The Pit e só querem curtir. Quando um calouro chega à faculdade, Droz tenta ensinar o estilo de vida da sua turma. Mas a diretora tem um plano maquiavélico para expulsar todos os alunos-problema da PCU. | ” |

## Elenco
| The Pit - Jeremy Piven como James "Droz" Andrews - Chris Young como Tom Lawrence - Alex Désert como Mullaney - Jon Favreau como Gutter - Megan Ward como Katy - Gale Mayron como Cecilia - Matt Ross como Raji - Jake Grace e Darin Heames como "The Daves" - Stivi Paskoski como Deege - Jody Racicot como Pigman Balls & Shaft - David Spade como Rand McPherson - Kevin Jubinville como Carter Prescott - Thomas Mitchell como Bantam Draper Casa das Feministas - Sarah Trigger como Samantha - Viveka Davis como Feminista #1 - Maddie Corman como Feminista #2 | Jerrytown - Jake Busey como Mersh - Ted Kosma como Kosmo - Theo Caldwell como The Giggler Líderes de Grupo - Becky Thyre como Moonbeam (Cause-Heads) - Kevin Thigpin como Afrocentrista - Rob Gfroerer como Computer Geek - Jonathan Wilson como Ativista Gay The Establishment - Jessica Walter como Presidente Garcia-Thompson - Colin Fox como Trustee #1 - Larry Reynolds como Trustees #2 Outros - George Clinton como ele mesmo - Parliament-Funkadelic como eles mesmos |

## Trilha-Sonora
O guitarrista Steve Vai foi o responsável por grande parte da chamada BGM do filme, que estão presentes no seu álbum The Elusive Light and Sound, Vol. 1
O álbum com a trilha-sonora oficial do filme foi lançado no dia 10 de maio de 1994
1. Pump It Up - Mudhoney (3:14)
2. Rilly Groovy - Beautiful People (Featuring – Jimi Hendrix) (4:44)
3. Stomp - George Clinton (4:48)
4. What's Wrong with Me - Redd Kross (4:53)
5. Slackjawed - The Connells (3:59)
6. Erotic City - George Clinton (4:25)
7. Catherine - The Rosemarys (3:05)
8. Year of the Girl - Swervedriver (5:23)
9. Wonderful Lie - Mexico 70 (3:27)
10. Now We Run - Steve Vai (3:44)
11. Drinking and Driving - Stick (3:59)
12. Tribe - Gruntruck (4:20)

Segundo o site IMDB, as músicas que tocam no filme e que não estão presentes no álbum com a trilha-sonora são:
- Roadrunner - The Modern Lovers
- Give Up the Funk (Tear the Roof Off the Sucker) - Parliament Funkadelic
- Afternoon Delight - Starland Vocal Band
- You Know You Can't Jump - Lovell Jones and Katori Lundy
- Rip - Stella
- E St. Louis - Lost Luggage